# ジュリアス・ノスタディト
ジュリアス・ノスタディト（Julius Nostadt、1992年10月12日 - ）は、プロD2・プロヴァンス・ラグビーに所属するラグビーユニオン選手。

## プロフィール
- ドイツ・ハイデルベルク出身[1]。。
- ポジションはプロップ(PR)。
- 身長 185cm、体重 115kg
- ドイツ代表キャップは30（2020年12月現在）。

## 略歴
SOシャンベリ、TSVハルトベルク、オーリヤックを経て、2020年、カストル・オランピックに加入。
2022年、プロヴァンスに加入。